# جایزه فیلم‌فیر بهترین بازیگر نقش مکمل زن
جایزه فیلم‌فیر بهترین بازیگر نقش مکمل زن (انگلیسی: Filmfare Award for Best Supporting Actress) به عنوان بخشی از جوایز فیلم‌فیر سالانه برای بالیوود توسط فیلم‌فیر اعطاء می‌شود تا از بازیگر زنی که در نقش مکمل، نقش آفرینی برجسته ای ارائه داده‌است، تجلیل و قدردانی گردد. هرچند مراسم جوایز فیلم‌فیر از سال ۱۹۵۴ شروع شد ولی جوایز مربوط به بخش بهترین بازیگر نقش مکمل زن از سال ۱۹۵۵ آغاز شد.

## نامزدها و برنده ها
دهۀ ۲۰۲۰
| سال                      | عکس برندگان      | بازیگر                 | نقش                        | نام فیلم     |
| ------------------------ | ---------------- | ---------------------- | -------------------------- | ------------ |
| ۲۰۲۰ (شصت و پنجمین دوره) |                  | آمروتا سوبهاش          | راضیه احمد                 | پسر خیابان   |
| ۲۰۲۰ (شصت و پنجمین دوره) | آمریتا سینگ      | رانی کائور             | انتقام                     |              |
| ۲۰۲۰ (شصت و پنجمین دوره) | کامینی کاشال     | سادنا کائور (ددی)      | کبیر سینگ                  |              |
| ۲۰۲۰ (شصت و پنجمین دوره) | مادهوری دیکشیت   | بهار بیگم              | رسوایی                     |              |
| ۲۰۲۰ (شصت و پنجمین دوره) | سیما پاهوا       | آنره (مائوسی)          | بالا                       |              |
| ۲۰۲۰ (شصت و پنجمین دوره) | زایرا واسیم      | عایشه چاندری           | آسمان صورتی است            |              |
| ۲۰۲۱ (شصت و ششمین دوره)  |                  | فرخ جعفر               | فاطمه بیگم                 | گلابو سیتابو |
| ۲۰۲۱ (شصت و ششمین دوره)  | مانوی گاگرو      | راجنی "گوگل" تریپاتی   | وقت ازدواج خیلی حواست باشه |              |
| ۲۰۲۱ (شصت و ششمین دوره)  | نینا گوپتا       | سوناینا تریپاتی        | وقت ازدواج خیلی حواست باشه |              |
| ۲۰۲۱ (شصت و ششمین دوره)  | ریچا چادا        | مینال "مینو" سینگ      | پانگا                      |              |
| ۲۰۲۱ (شصت و ششمین دوره)  | تانوی عظمی       | سولاکشانا ساباروال     | سیلی                       |              |
| ۲۰۲۲ (شصت و هفتمین دوره) |                  | سای تامانکار           | شاما                       | میمی         |
| ۲۰۲۲ (شصت و هفتمین دوره) | کریتی کولهاری    | دالبیر کائور باگا      | دختری در قطار              |              |
| ۲۰۲۲ (شصت و هفتمین دوره) | کونکونا سن شارما | سیما                   | مراسم خاکسپاری رامپراساد   |              |
| ۲۰۲۲ (شصت و هفتمین دوره) | مگنا مالیک       | اوشا رانی نیوال        | ساینا                      |              |
| ۲۰۲۲ (شصت و هفتمین دوره) | نینا گوپتا       | آئونتی "مینو" سینگ     | ساندیپ و پینکی فرار می‌کنند |              |
| ۲۰۲۳ (شصت و هشتمین دوره) |                  | شبا چادها              | خانم تاکور                 | تبریک گفتن   |
| ۲۰۲۳ (شصت و هشتمین دوره) | مونی روی         | جانون                  | برهماسترا: قسمت اول – شیوا |              |
| ۲۰۲۳ (شصت و هشتمین دوره) | نیتو سینگ        | گیتا ساینی             | شاد زندگی کن               |              |
| ۲۰۲۳ (شصت و هشتمین دوره) | شبا چادها        | شوبا گوپتا             | دکتر جی                    |              |
| ۲۰۲۳ (شصت و هشتمین دوره) | شفالی شاه        | دکتر ناندینی سری‌واستاو | دکتر جی                    |              |
| ۲۰۲۳ (شصت و هشتمین دوره) | سیمران           | مینا نارایانان         | موشک سازی: اثر نامبی       |              |